# Рихли
Рихли́ — село в Україні, у Понорницькій селищній громаді Новгород-Сіверського району Чернігівської області. Населення становить 112 осіб. До 2020 орган місцевого самоврядування — Понорницька селищна рада.

## Географія
Біля села беруть початок річки Чернеча та Глинка, праві притоки Бистрика.

## Історія
12 червня 2020 року, відповідно до розпорядження Кабінету Міністрів України № 730-р «Про визначення адміністративних центрів та затвердження територій територіальних громад Чернігівської області», увійшло до складу Понорницької селищної громади.
19 липня 2020 року, в результаті адміністративно-територіальної реформи та ліквідації Коропського району, увійшло до складу Новгород-Сіверського району Чернігівської області.

## Пам'ятки

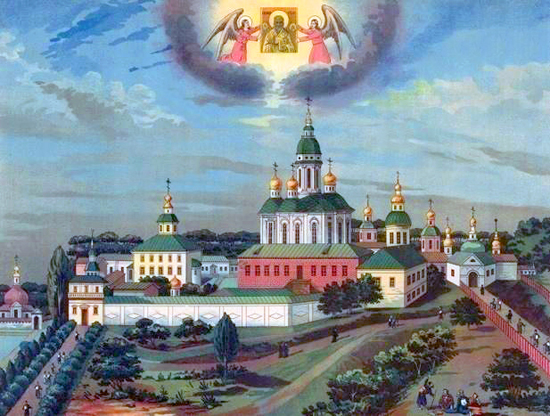
Рихлівський монастир у 1843 році

В селі розташований Свято-Миколаївський Пустинно-Рихлівський монастир. Відомий з пол. XVII ст. Тут є чудотворна ікона св. Миколая Чудотворця, явлена у 1620 р. За переданням, один священик, який захворів, вигукнув по-польськи: «Рихло, рихло (що значить: швидко, швидко) везіть мене до ікони!», де і отримав зцілення. Тому чудотворна ікона та обитель стали називатися «Рихлівською». Монастирський величний трипрестольний собор на честь св. Миколая Чудотворця освячений 1760 року. Був зруйнований у радянські роки і відтворений 2006 року. 
Ще одною окрасою села є 800-річний Монастирський дуб, який завоював третє місце в номінації естетично цінне дерево України. Всього в околицях села Рихли є 16 старовинних дубів (Дуплистий дуб, Дуб бажань, Рогатий дуб), середній вік яких становить понад 400—500 років. 
Старовинна ялинова алея в Рихлах. Ялинова алея, яка раніше складалася зі 100 дерев ялини європейської (на сьогодні залишилося 77 дерев заввишки понад 30 м) вела до монастирських печер, які були викопані на схилах ярів і балок. Ялина — це високе, близько 30 метрів заввишки, дуже тіневитривале дерево з мутовчастою конусоподібною кроною та прямим стовбуром. Недарма, навіть ясного дня на цій алеї прохолодно і похмуро-темно. 
Багатовіковий дуб (Цар-дуб).
Озеро Солов’їне. В озері монахи колись зберігали бочки з засоленими огірками. Кажуть, що одну з таких бочок знайшли років 40 тому)). Огірки в ній навіть збереглись.